# Đại Cung môn
Đại Cung Môn (chữ Hán: 大宮門) là cửa chính vào Tử Cấm Thành, được làm năm 1833 vào thời Minh Mạng. Công trình này đã bị phá hủy trong biến cố Tiêu thổ Kháng chiến của Việt Minh vào năm 1947.

## Đặc điểm

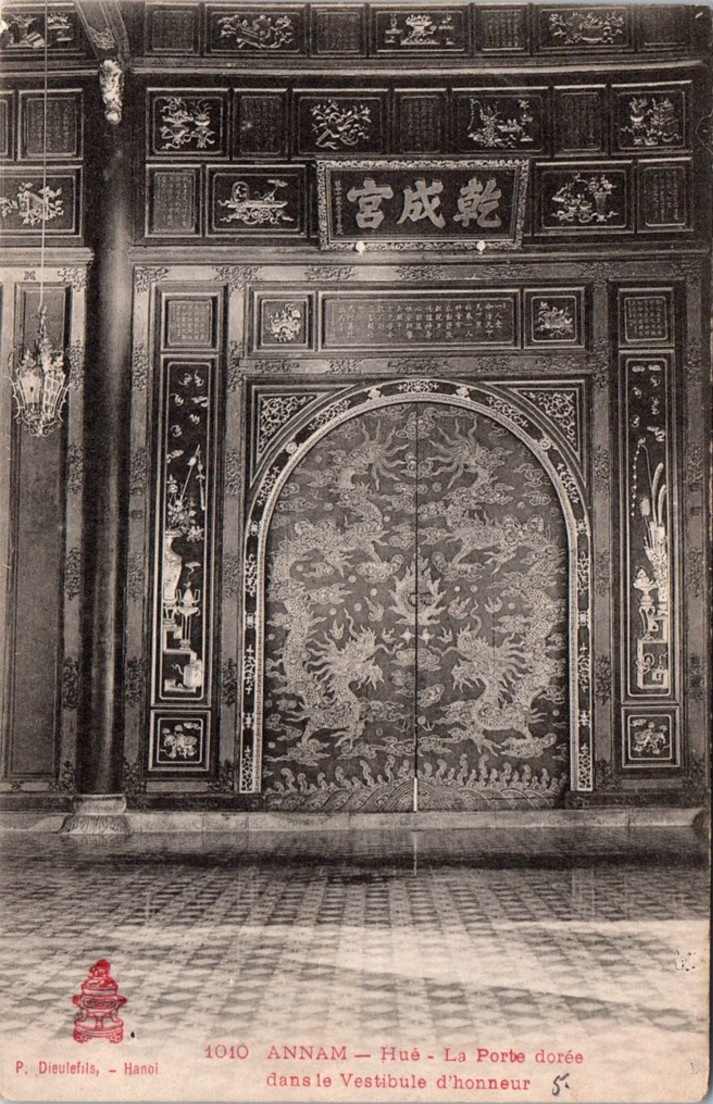
Cửa giữa dành riêng cho vua ở Đại Cung môn. Các ô hộc trang trí các đề tài cổ điển xen lẫn với thơ văn, sơn son thếp vàng lộng lẫy. Ba chữ Hán Càn Thành Cung cho biết cửa này dẫn vào cung Càn Thành.

Đại Cung Môn có 5 gian nhưng không xây chái, trổ 3 cửa, trong đó cửa chính giữa chỉ dành cho vua.
Đại Cung Môn được làm cực kỳ tinh xảo. Mặc trước sơn son thếp vàng lộng lẫy. Bộ vì kèo theo phong cách đời Minh Mạng. Các ô hộc trang trí các đề tài cổ điển (như bát bữu, tứ linh,...) xen lẫn với thơ văn. Mặt sau của Đại Cung Môn có hai cánh hành lang kết nối với nhà Tả Vu và Hữu Vu, hai hành lang này dài 9 gian, quay về mặt bắc, lợp ngói thanh lưu ly.
Đại Cung Môn nhìn ra sân trước hướng ra Điện Thái Hòa, được xây dựng hoàn toàn bằng gỗ. Sau Đại Cung Môn là sân bái mạng có đặt hai vạc đồng. Đối diện Đại Cung Môn, qua sân bái mạng, là Điện Cần Chánh.

## Lịch sử
Dưới thời Gia Long, trong khu vực Cung thành chưa xuất hiện kiến trúc Đại Cung Môn.
Năm 1833, vua Minh Mạng cho quy hoạch lại Hoàng Thành và Tử Cấm Thành. Nhà vua quy định chia Tử Cấm Thành làm 2 phần: từ điện Càn Thành trở ra đến Đại Cung môn là cung Càn Thành, từ sau điện Càn Thành trở vào đến lầu Minh Viễn (ở vị trí sau này là điện Kiến Trung) là cung Khôn Thái. Đại Cung Môn được xây dựng và trở thành cửa chính vào cung Càn Thành.
Năm 1939, cửa này được sơn thếp lại.
Công trình này cùng với điện Cần Chánh (và một loạt cung điện khác) trong Tử Cấm Thành đều bị đốt cháy trong chiến dịch Tiêu thổ kháng chiến của Việt Minh vào tháng 2 năm 1947, chỉ còn lại phần nền móng.

## Phục dựng
Ngày 20 tháng 11 năm 2024, HĐND tỉnh Thừa Thiên Huế đã thông qua đề án trùng tu, phục hồi Đại Cung Môn, với kinh phí hơn 64 tỷ đồng, dự kiến triển khai vào đầu năm 2025 và thực hiện trong 4 năm.

## Hình ảnh

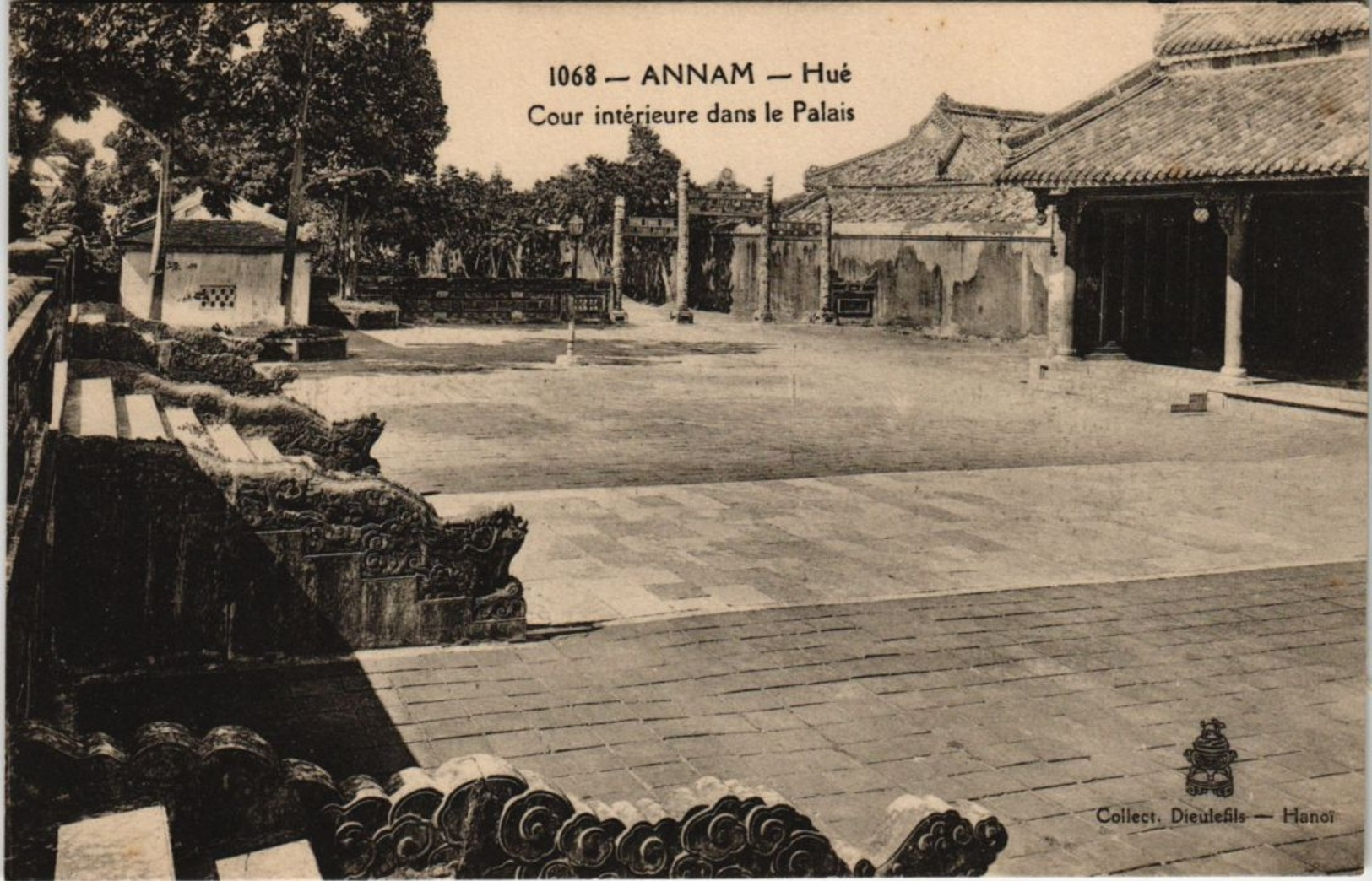
Góc chụp dưới sân từ bờ lan can hình rồng của Điện Thái Hòa
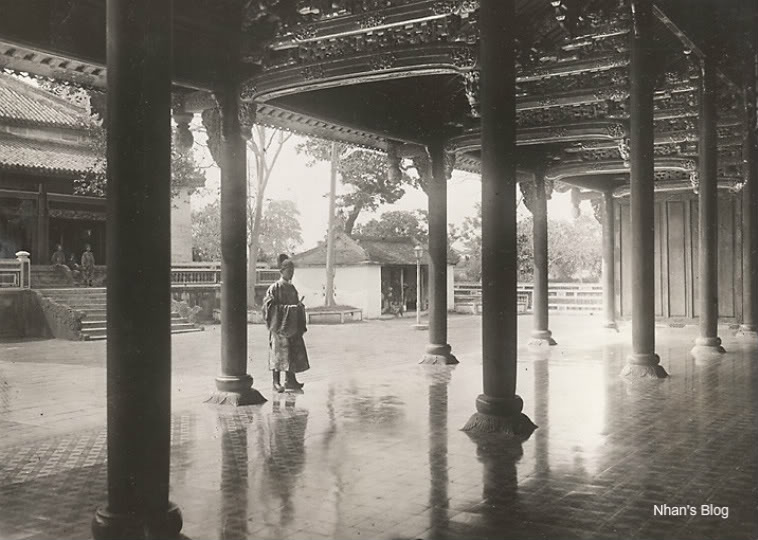
Công trình kết cấu bằng gỗ, mái lợp ngói lưu li. Bộ vì kèo theo phong cách đời Minh Mạng. Lối đi lát đá dẫn đến cổng. Ở bìa trái ảnh các quan đang bước xuống bậc thang đá rời Điện Thái Hòa